# Oncopoduridae
Oncopoduridae es una familia de Collembola del orden Entomobryomorpha que posee 51 especies descritas.

## Taxonomía
- Género Harlomillsia Bonet, 1944 (1 especie)
- Género Oncopodura Carl & Lebedinsky, 1905 (49 especies)
- Género Sinoncopodura Yu, Zhang & Deharveng, 2014 (1 especie)